# Red House
Pour les articles homonymes, voir Red House (homonymie).

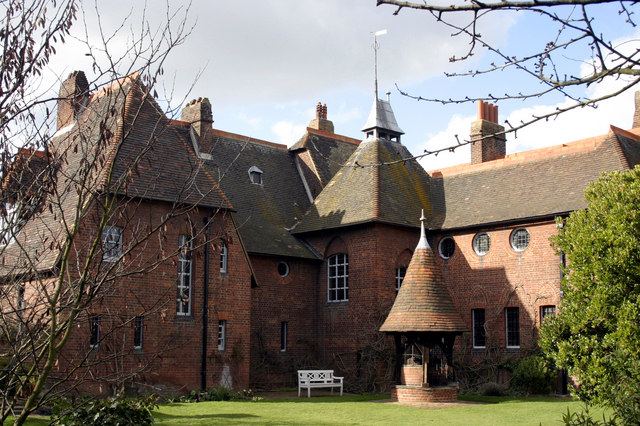
Vue de la Red House

La Red House est le symbole du mouvement Arts & Crafts. Elle a été créée par William Morris et Philip Webb en 1859 au sud-est de Londres, à Bexleyheath.
Le nom de Red House provient de l'utilisation de briques rouges avec, pour la première fois, une structure organique : c'est la disposition des pièces qui implique la structure de la façade,on parle ainsi de "Vérité structurelle". Tous les éléments sont artisanaux. 
C'est aussi l'un des premiers témoignages d'une évolution vers l'Art nouveau, qui se prolonge par l'ouverture d'un magasin (1861).